# Holstebro Håndbold
Holstebro Håndbold är en dansk damhandbollsförening som spelat i damehåndboldligaen sedan 2009. Klubben är en förening från 1990 av KFUM Holstebro och Holstebro HK, och har idag cirka 530 aktiva medlemmar, varav 480 är med i ungdomsavdelningen.
HH90 var moderklubb i TTH Holstebros damlag. HH90 är också en del av TTH Holstebros ungdomsavdelning, som hanterar U16- och U18-lagen i klubben. Från  säsongen 2020-2021 kommer klubbens damligalag inte att vara anslutna till Team Tvis Holstebro längre. I framtiden kommer damlaget att spela under HH90 licens i damligan. Varje år i påsk arrangerar klubben Danmarks största ungdomstävling med 4000 deltagare med lag från Norge, Sverige, Tyskland, Nederländerna, Belgien och Danmark. 
Det nya namnet för klubben Holstebro Håndbold publicerades den 14 april 2020.

## 2021-2022 Spelartruppen
Lagets nuvarande huvudtränare är Pether Krautmeyer, sedan 2016. 
| Nr | Namn                      | Nationalitet | Position     |
| -- | ------------------------- | ------------ | ------------ |
| 1  | Sara Keçeci               | Turkiet      | Målvakt      |
| 2  | Mathilde Troelsen         | Danmark      | Mittnia      |
| 3  | Nanna Rasmussen           | Danmark      | Linjespelare |
| 4  | Lærke Christensen         | Danmark      | Högernia     |
| 5  | Te Thomassen              | Danmark      | Mittnia      |
| 6  | Camilla Pytlick           | Danmark      | Mittnia      |
| 7  | Jenny Carlson             | Sverige      | Mittnia      |
| 8  | Camilla Vinding Pedersen  | Danmark      | Högernia     |
| 9  | Julie Bjerregaard         | Danmark      | Vänstersexa  |
| 10 | Mathilde Hylleberg        | Danmark      | Linjespelare |
| 10 | Wilma Krautmeyer          | Danmark      | Vänsternia   |
| 12 | Sophie Moth               | Danmark      | Målvakt      |
| 13 | Julie Gantzel Pedersen    | Danmark      | Linjespelare |
| 14 | Isabella Fazekas          | Danmark      | Vänsternia   |
| 16 | Anne Christine Bossen     | Danmark      | Målvakt      |
| 17 | Emilie Bastrup Berthelsen | Danmark      | Vänstersexa  |
| 18 | Melina Kristensen         | Danmark      | Högersexa    |
| 21 | Maja Edling Lauritsen     | Danmark      | Vänstersexa  |
| 23 | Sofie Brems Østergaard    | Danmark      | Högersexa    |
| 24 | Josefine Dragenberg       | Danmark      | Linjespelare |
| 27 | Emma Laursen              | Danmark      | Högernia     |
| 28 | Hanne Trangeled           | Danmark      | Linjespelare |
| 31 | Andrea West Bendtsen      | Danmark      | Vänsternia   |

## Meriter

### Damlaget
- EHF-cupmästare: 2013, 2015
- Cupvinnarcupmästare: 2016

## Spelare i urval
- Ida Alstad (2013–2014)
- Louise Bager Due (2013)
- Linn Blohm (2014–2015)
- Nycke Groot (2006–2011)
- Nathalie Hagman (2014–2016)
- Camilla Herrem (2015–2016)
- Kristina Kristiansen (2007–2015)
- Anna Loerper (2011–2013)
- Ann Grete Nørgaard (2010–2015)
- Jamina Roberts (2014–2016)
- Silje Solberg (2014–2016)
- Sandra Toft (2007–2014)